# Gustave Tiffoche
Gustave Tiffoche (* 23. Juli 1930 in Saint-Nazaire; † 25. Juli 2011 in Guérande) war ein französischer Maler, Töpfer und Bildhauer.

## Biographie
Gustave Tiffoche besuchte die Schulen in Saint-Nazaire und musste, wie die meisten der bis dahin noch verbliebenen Bewohner, Ende 1942 die Stadt nach schweren Bombardements verlassen. Nach der Rückkehr besuchte er zwischen 1945 und 1947 das Technische Gymnasium.
Ab 1947 trat er für die nächsten 16 Jahre eine Stelle bei den Chantiers de l’Atlantique, einer der größten Schiffswerften der Welt, an, wo er als Technischer Zeichner und Künstler-Designer arbeitete. Er war am Bau und der Innenausstattung von Schiffen wie der Shalom, der France und vielen weiteren Transatlantik-Linern beteiligt. Er und sein Team waren aber auch mit der Entwicklung neuer Formen für Schiffskamine beauftragt und sein Vorschlag für eine neue Bogenform erlaubte die Verlängerung der Kamine, womit sie zu den größten der Welt wurden.
Nach Lehrjahren im Château de Ratilly bei Norbert Pierlot und in La Borne ließ sich Gustave Tiffoche 1961 in Guérande (Département Loire-Atlantique) nieder. Hier entwickelte und verfeinerte er im Laufe der Jahre verschiedene Verfahren in den Bereichen des Töpferei-Kunsthandwerks und der Herstellung von glasiertem Steingut. In seinen Ateliers lag der Produktionsschwerpunkt bei Geschirr-Servicen und Elementen der Innendekoration wie Beleuchtungskörper, Vasen, Platten und Claustra. Der Bau eines sehr großen Ofens für Holzbrände erlaubte ihm aber auch die Herstellung von monumentalen keramischen Werken wie Brunnen (ein Beispiel ist im Parc de la Beaujoire in Nantes zu besichtigen) oder von dekorativen in einzelnen Elementen frei beweglichen Trennwänden, zum Beispiel für die Magen H Gallery in New York oder als fein perforierte Trennwände für Kreuzfahrtschiffe (so für Sovereign of the Seas und für die Renaissance One), womit auch sein bleibender Bezug zum Schiffsbau dokumentiert ist.
In den Jahrzehnten seiner Töpfer-Karriere nahm Gustave Tiffoche an allen wichtigen Ausstellungen der Zunft in ganz Frankreich teil, bzw. wurde er dazu eingeladen. Dazu kamen Werkschauen auf der ganzen Welt, so unter anderem in Stuttgart, Montreal, München, Faenza und Dakar. An vielen Orten sind monumentale Keramik-Brunnen von Gustave Tiffoche zu besichtigen, so am IUT in Saint-Nazaire oder in La Roche-sur-Yon, Niort, Melle, Rennes, Bouaye, Nantes etc.

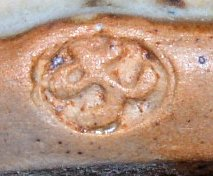
Töpfermarke von Gustave Tiffoche

Ab 1970 bildete Gustave Tiffoche viele Töpfer und Keramikkünstler aus Frankreich und ganz Europa und Afrika aus oder weiter.
Gustave Tiffoches Töpfermarke ist das Monogramm «gt» von einem Kreis umgeben (s. Abbildung). Zu finden ist dieses Signatursigel als gravierter Stempel immer auf dem Boden des jeweiligen Werkes und dort am Rand. Unikate sind manchmal auch mit dem vollen Namen signiert.
Parallel zu seiner keramischen Arbeit widmete sich Gustave Tiffoche ab 1973 vermehrt der Malerei. Seine Bilder sind zur lyrischen Abstraktion zu zählen, die Werke entwickeln eine Kombination aus Abstraktion und Realismus, die dem Künstler den Weg öffnet zu einer freien Darstellung. Auch diese Werke, in denen sich oft der verschmitzte Humor des Künstlers manifestiert und die von einer tiefen humanistischen Philosophie geprägt sind, wurden auf einer Vielzahl an Einzel- und Gruppenausstellungen in Frankreich und in einigen europäischen Ländern gezeigt. Von 1987 bis 1990 unterrichtete er an der Ecole d’art plastique in Saint-Nazaire.
Gustave Tiffoche wurde 1987 zum Chevalier des Ordre des Arts et des Lettres ernannt.